# Paritätsverletzung
Paritätsverletzung bezeichnet in der Physik die 1956 entdeckte Tatsache, dass es physikalische Prozesse gibt, die in einer spiegelverkehrt aufgebauten Welt anders ablaufen als in einem Spiegelbild der normalen Welt. Anders gesagt: Ein solcher paritätsverletzender Prozess, der im Spiegel beobachtet wird, unterscheidet sich von dem Prozess, der in einer spiegelverkehrten, aber sonst identisch aufgebauten Versuchsanordnung wirklich abläuft.
Der Name Paritätsverletzung bedeutet genauer Verletzung der Erhaltung der Parität. Die Größe Parität wird  in der Quantenmechanik definiert, um den Symmetriecharakter einer Wellenfunktion gegenüber Raumspiegelung zu beschreiben. Diese „Raumspiegelung“ ist auch gemeint, wenn man in diesem Zusammenhang davon spricht, dass physikalische Gesetzmäßigkeiten oder Abläufe „spiegelsymmetrisch“ sind.
Paritätsverletzende Prozesse sind ausschließlich bei der schwachen Wechselwirkung bekannt. Die anderen Grundkräfte der Physik (Gravitation, elektromagnetische Wechselwirkung, starke Wechselwirkung) sind paritätserhaltend. Diese drei Grundkräfte bestimmen aber die Vorgänge des täglichen Lebens; daher ist es nicht einfach, Paritätsverletzungen zu beobachten. So war es lange Zeit wissenschaftliche Lehrmeinung, die Natur sei ausschließlich von spiegelsymmetrischen Gesetzen beherrscht. Eine Paritätsverletzung wurde bis Mitte des 20. Jahrhunderts für ausgeschlossen gehalten. Der Nachweis des Gegenteils gelang 1956 den Gruppen um C.S. Wu am Beispiel der {\displaystyle \beta }-Radioaktivität und, fast zeitgleich, um Leon Max Lederman am Beispiel des Zerfalls polarisierter Myonen.
Als Eigenwerte der quantenmechanischen Parität gibt es nur die Quantenzahlen +1 (symmetrisch) und −1 (antisymmetrisch). Fast immer haben die Energieniveaus von Atomen, Molekülen etc. in sehr guter Näherung eine bestimmte Parität (+1 oder −1), manche häufig benutzte Wellenfunktionen (z. B. die ebene Welle) aber nicht. Solange an einem Prozess die schwache Wechselwirkung nicht beteiligt ist, bleibt der Symmetriecharakter so erhalten, wie er zu Beginn vorliegt (Paritätserhaltung der Wellenfunktion des gesamten Systems). Wenn z. B. ein angeregtes Atom durch die elektromagnetische Wechselwirkung ein Lichtquant erzeugt, das für sich die Parität −1 besitzt, dann muss das Atom in seinem Endzustand entgegengesetzte Parität zum Anfangszustand haben (Paritäts-Auswahlregel). Lichtquant und Atom zusammengenommen haben im Endzustand dann dieselbe Parität wie der Anfangszustand. Bei Prozessen der schwachen Wechselwirkung hingegen (z. B. {\displaystyle \beta }-Radioaktivität, schwacher Zerfall von instabilen Elementarteilchen) entsteht aus einem Anfangszustand mit reiner Parität ein Endzustand mit gleich großen Anteilen beider Paritäten, also maximaler Mischung. Daher wird die Paritätsverletzung durch die schwache Wechselwirkung als maximal bezeichnet.

## Entdeckung der Paritätsverletzung

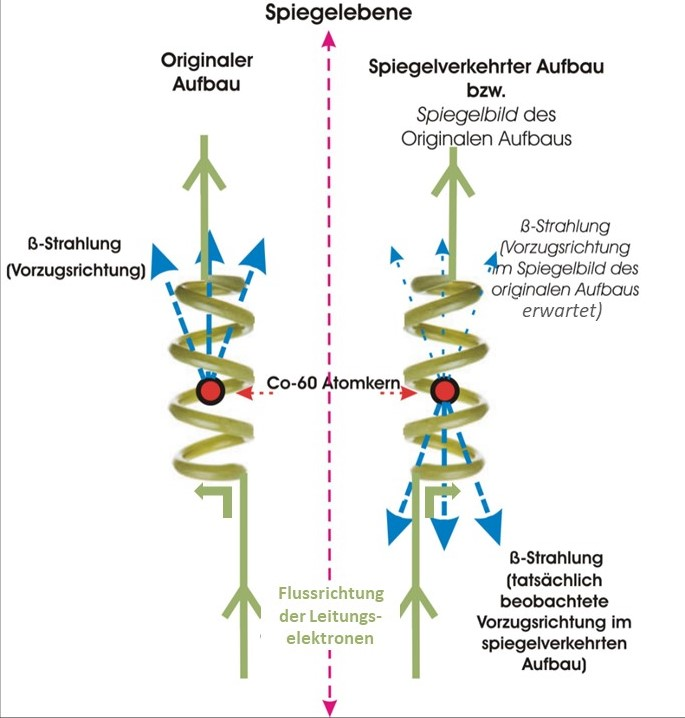
Prinzip des Nachweises der Paritätsverletzung im Wu-Experiment. Hellblau eingezeichnet sind nur die Elektronen, die in Vorzugsrichtung emittiert werden.

Die Paritätsverletzung wurde schon einmal 1928 entdeckt und richtig publiziert, aber als Messfehler angesehen, weil sie nicht zur damaligen Lehrmeinung der Paritätserhaltung passte. Aus dem gleichen Grund wurde damals auch die von Hermann Weyl vorgeschlagene und heute gebräuchliche Beschreibung von Elektronen (und Neutrinos) in Form des 2-komponentigen Spinors abgelehnt.
1956 veröffentlichten Tsung-Dao Lee und Chen Ning Yang die Vermutung, dass das „τ-θ-Rätsel“ beim Zerfall des Kaons damit aufzuklären sei, dass bei der schwachen Wechselwirkung, im Gegensatz zur Gravitation, zur starken und zur elektromagnetischen Wechselwirkung, die Parität nicht erhalten bleibt. Sie wiesen darauf hin (in Unkenntnis der Arbeit von Cox et al. aus dem Jahr 1928), dass diese Frage noch nie genau geprüft worden sei, und konnten mehrere spezielle Experimente dafür vorschlagen. Dafür erhielten sie schon 1957 den Nobelpreis für Physik, nachdem Chien-Shiung Wu in einem bahnbrechenden Experiment diese Vermutung bestätigt hatte: Die Winkelverteilung der {\displaystyle \beta }-Strahlen (Elektronen) hat in einer spiegelverkehrt aufgebauten Apparatur tatsächlich nicht dieselbe Form wie im Spiegelbild des originalen Aufbaus.
Das Prinzip des Wu-Experiments wird anhand der Abbildung erläutert: Im originalen Aufbau (links in der Abb.) wird eine radioaktive 60Co-Quelle von oben mit einem Detektor beobachtet, der die nach oben fliegenden Elektronen der {\displaystyle \beta }-Strahlung zählt. Die Quelle befindet sich in einem Elektromagneten, dessen Spule von unten nach oben von Elektronen durchflossen wird. Rechts daneben steht ein ebener Spiegel. Im Spiegelbild zählt der Detektor genau so viel {\displaystyle \beta }-Elektronen wie in der realen Apparatur links. Bei der Wahl der Spiegelebene (senkrecht zur Zeichenebene längs der gestrichelten Mittelgerade) ist die Richtung von unten nach oben auch im Spiegelbild die von unten nach oben. Die Stromrichtung in den Zuleitungskabeln, die Stellung des Detektors und die Flugrichtung der gezählten {\displaystyle \beta }-Elektronen sind daher im Spiegelbild dieselben wie in der Apparatur links vom Spiegel. Eine zweite, spiegelverkehrte Apparatur wird nun genau so gebaut und betrieben, wie es das Spiegelbild vorgibt (rechts in der Abb.). Bei Paritätserhaltung müsste der Prozess in ihr genau so ablaufen wie es das Spiegelbild des originalen Prozesses zeigt. Der Detektor der spiegelverkehrten Apparatur zählt aber deutlich weniger {\displaystyle \beta }-Elektronen. Folglich ist die Paritätserhaltung verletzt.
Zur Kontrolle wird mit dem Detektor auch die {\displaystyle \gamma }-Strahlung beobachtet, die durch die (paritätserhaltende) elektromagnetische Wechselwirkung entsteht. Hier stimmt die Beobachtung in der spiegelverkehrten Apparatur mit dem Spiegelbild (und der Original-Apparatur) genau überein. (Formeln finden sich unten)
Im wirklichen Experiment hat Wu die spiegelverkehrte Apparatur nicht real nachgebaut, sondern in der Original-Apparatur einfach die Stromrichtung umgepolt und damit das Magnetfeld, in dem sich die Strahlenquelle befand. Das bloße Umpolen bedeutet hier das gleiche wie der spiegelverkehrte Nachbau, denn der einzige physikalische Unterschied beider Aufbauten besteht darin, dass die gespiegelte Magnetspule den entgegengesetzten Schraubensinn hat und daher bei gleichem Strom das entgegengesetzte Magnetfeld erzeugt. Man kann die beobachtete Paritätsverletzung daher auch allein mit Hilfe der beiden Bewegungsrichtungen der Elektronen in den Zuleitungskabeln der Spule bzw. in der Vorzugsrichtung der {\displaystyle \beta }-Strahlen ausdrücken: Im originalen Aufbau sind sie parallel und in seinem Spiegelbild deshalb auch, in der Wirklichkeit der spiegelverkehrt gebauten Apparatur aber entgegengesetzt.
Weitere Details werden unter Wu-Experiment behandelt. Angeregt durch das Wu-Experiment gelang Richard L. Garwin, Leon M. Lederman und Marcel Weinrich innerhalb eines Monats danach ein viel einfacherer Nachweis der Paritätsverletzung durch die schwache Wechselwirkung, diesmal anhand der nicht spiegelsymmetrischen Winkelverteilung der Elektronen, die beim Zerfall polarisierter Myonen entstehen. Sie waren mit der Ausarbeitung sogar eher fertig als die Gruppe um C. S. Wu, ließen ihr aber bei der Veröffentlichung den Vortritt.

## Erklärung der Paritäts-Verletzung

### Problem der Anschauung
Die Paritätsverletzung widerspricht der unmittelbaren Anschauung, denn ein mechanischer Apparat, der in spiegelbildlichem Nachbau nicht genau so funktionieren würde wie das Original, liegt außerhalb unserer Vorstellungsmöglichkeiten. Diese befinden sich vielmehr im Einklang mit allen praktischen Erfahrungen in der makroskopischen Welt, die vollständig von den paritätserhaltenden Wechselwirkungen Schwerkraft und Elektromagnetismus bestimmt werden.

### Chiralität
Die physikalische Erklärung der Paritätsverletzung fußt auf der Chiralität, d. h. der Möglichkeit, nach der Dirac-Theorie bei jedem Fermion (wie Elektron, Proton, Neutron, Neutrino) einen rechtshändigen und einen linkshändigen Anteil zu identifizieren. Die Paritätsverletzung  wird dadurch erklärt, dass die schwache Wechselwirkung der Fermionen nicht an beiden Anteilen gleich stark ansetzt, sondern überhaupt nur am links-chiralen (bei Antifermionen nur am rechts-chiralen). Da eine Raumspiegelung bei den Teilchen und den Antiteilchen diese beiden chiralen Anteile miteinander vertauscht, würde eine mitgespiegelte schwache Wechselwirkung nun an der jeweils anderen Komponente ansetzen (bei Teilchen an der rechtshändigen, bei Antiteilchen an der linkshändigen), die wirkliche schwache Wechselwirkung im spiegelverkehrt nachgebauten Experiment aber nicht. Ein Vorgang im spiegelverkehrten Nachbau kann sich daher von dem Spiegelbild des originalen Vorgangs unterscheiden.
Für Fermionen mit (nahezu) Lichtgeschwindigkeit {\displaystyle c} ist die Chiralität (nahezu) identisch mit der Helizität {\displaystyle h}. Diese heißt auch longitudinale Polarisation, denn sie bemisst den Grad der Ausrichtung des Spins längs der Flugrichtung: Bei {\displaystyle h=+1} liegt der Spin in Flugrichtung, bei {\displaystyle h=-1} entgegengesetzt. Allgemein hat bei Geschwindigkeit {\displaystyle v} ein chiral rechtshändiges Teilchen die Helizität {\displaystyle h=+{\tfrac {v}{c}}}, ein chiral linkshändiges {\displaystyle h=-{\tfrac {v}{c}}}. Jedes Teilchen, das sich nicht mit Lichtgeschwindigkeit bewegt, besteht zu Anteilen {\displaystyle {\tfrac {1}{2}}(1\pm {\tfrac {v}{c}})} aus beiden chiralen Komponenten. Bei {\displaystyle v=0} sind beide Anteile gleich groß, bei {\displaystyle v\rightarrow c} geht der eine gegen 0, der andere gegen 1. Als Konsequenz haben z. B. hochenergetische Elektronen mit dem "Spin nach vorne" (also positiver Helizität) nur eine kleine links-chirale Komponente, mit der sie an der schwachen Wechselwirkung teilnehmen können.

#### Chiralität bei der Beta-Radioaktivität
Der Beta-Minus-Zerfall eines Atomkerns beruht auf der Umwandlung eines Neutrons in ein Proton, wobei ein Elektron und ein Antineutrino {\displaystyle {\overline {\nu }}_{e}} entstehen. Der linkshändige Anteil eines Neutrons sendet ein virtuelles W−-Boson aus, wodurch es zum Proton wird, während das W−-Boson sofort in ein linkshändiges Elektron und ein rechtshändiges Antineutrino {\displaystyle {\overline {\nu }}_{e}} zerstrahlt. Da das Antineutrino praktisch nur mit Lichtgeschwindigkeit emittiert wird, hat es immer maximale longitudinale Polarisation {\displaystyle h=+1}. Messungen der Polarisation an Elektronen und Neutrinos aus der {\displaystyle \beta }-Radioaktivität haben dieses Bild bestätigt (siehe z. B. das Goldhaber-Experiment).

#### Chiralität beim Zerfall des geladenen Pions π−
Ein negativ geladenes Pion zerfällt fast ausschließlich in ein Myon und ein Myon-Antineutrino
{\displaystyle \pi ^{-}\rightarrow \mu ^{-}+{\overline {\nu }}_{\mu }\ \ (+29\,\mathrm {MeV} )},
und nur zu 0,0123 % in ein  Elektron und ein Elektron-Antineutrino
{\displaystyle \pi ^{-}\rightarrow e^{-}+{\overline {\nu }}_{e}\ \ (+135\,\mathrm {MeV} )},
obwohl dieser zweite Zerfallskanal allein wegen der höheren kinetischen Energie von Elektron und Antineutrino wahrscheinlicher sein müsste als der erste.
Die einfachste Möglichkeit der Erklärung dieses Verzweigungsverhältnisses beruht auf der Paritätsverletzung. Das Pion hat Spin 0, daher müssen die Spins von Myon (bzw. Elektron) und Antineutrino entgegengesetzt sein. Dabei hat das nahezu masselose Antineutrino {\displaystyle {\overline {\nu }}_{\mu }} als rechtshändiges Antiteilchen seinen Spin praktisch parallel zur Flugrichtung. Da wegen der Impulserhaltung auch die Flugrichtungen beider Teilchen entgegengesetzt sind, muss auch beim Myon (bzw. Elektron) der Spin parallel zu seiner Flugrichtung gerichtet sein, also positive Helizität vorliegen. Bei positiver Helizität geht aber der links-chirale Anteil gegen 0, je näher die Geschwindigkeit des Teilchens der Lichtgeschwindigkeit kommt. Nun liegt die kinetische Energie des Elektrons wegen seiner geringen Masse {\displaystyle m_{e}\ll m_{\mu }} um ein Vielfaches über seiner Ruheenergie {\displaystyle m_{e}c^{2}\,{\mathord {\approx }}\,0{,}5\,\mathrm {MeV} }, es hat also, ganz anders als das Myon, schon nahezu Lichtgeschwindigkeit. Folglich ist beim Elektron der links-chirale Anteil, von dem allein seine Erzeugung durch die schwache Wechselwirkung abhängt, um etwa fünf Größenordnungen unterdrückt. Das erklärt das beobachtete Häufigkeitsverhältnis beider Zerfallsarten.
Dieses in vielen Lehrbüchern wiedergegebene Argument wird dahingehend kritisiert, dass für das Verzweigungsverhältnis nicht die Paritätsverletzung durch die schwache Wechselwirkung verantwortlich ist, sondern deren Charakter, eine vektorielle Wechselwirkung zu sein. Unterstellt, die schwache Wechselwirkung würde Teilchen und Antiteilchen nicht ausschließlich als links- bzw. rechts-chiral erzeugen, sondern gleich häufig auch im umgekehrten Sinn, dann würde sie die Parität erhalten, aber aufgrund ihres Vektorcharakters trotzdem ein Teilchen zusammen mit einem Antiteilchen nur mit entgegengesetzten Chiralitäten erzeugen können. Nach wie vor schreiben aber die Impuls- und Drehimpulserhaltung dem beim {\displaystyle \pi ^{-}}-Zerfall entstehenden Teilchen und Antiteilchen gleiche Helizitäten vor; es ergibt sich für den Zerfallsweg zum Elektron daher auf jeden Fall dieselbe Behinderung wie vorstehend beschrieben. Der Vektorcharakter der schwachen Wechselwirkung wiederum folgt schon aus ihrer Konstruktion in Gestalt einer Eichtheorie. Es gibt zwei mögliche vektorielle Subtypen, die vektoriellen (V) bzw. axialvektoriellen (A) Charakter haben (s. V-A-Theorie). Die Paritätsverletzung kommt durch ein bestimmtes Zusammenwirken beider in der schwachen Wechselwirkung zustande. Im Unterschied hierzu beruhen die elektromagnetische Wechselwirkung und die Starke Wechselwirkung, die auch als Eichtheorie formuliert sind und infolgedessen auch Vektorcharakter haben, nur auf dem Vektoranteil. Daher ist bei diesen beiden die Parität erhalten. Bemerkenswert am Vektorcharakter ist auch, dass von den im Rahmen der Dirac-Theorie prinzipiell möglichen fünf Formen einer Wechselwirkung nur die beiden vektoriellen Formen zu einer Paritätsverletzung führen können.

#### Chiralität beim Zerfall des Myons μ
Myonen, die beim Zerfall eines Pions entstehen, sind aufgrund der Paritätsverletzung durch die schwache Wechselwirkung vollständig in Flugrichtung polarisiert (s. vorigen Abschnitt). Wenn sie (nach dem vollständigen Abbremsen in Materie) gemäß
{\displaystyle \mu ^{-}\rightarrow e^{-}+\nu _{\mu }+{\overline {\nu }}_{e}\ \ (+105\,\mathrm {MeV} )}
zerfallen, bewirkt die schwache Wechselwirkung eine unsymmetrische Winkelverteilung der Elektronen {\displaystyle e^{-}}. Zum Beispiel werden Elektronen hoher Energie bevorzugt entgegengesetzt zur Richtung des Myon-Spins emittiert. Das lässt sich damit erklären, dass ein Elektron hoher Energie nur entstehen kann, wenn die beiden anderen Teilchen zur Erhaltung des Gesamtimpulses parallel in die zum Elektron entgegengesetzte Richtung fliegen. Da sie als Neutrino und Antineutrino entgegengesetzte Helizitäten haben, sind auch ihre beiden Drehimpulse entgegengesetzt und addieren sich damit zu 0. Die Richtung des Elektron-Spins liegt damit fest, es ist der ursprüngliche Drehimpuls des Myons. Da die schwache Wechselwirkung beim Zerfall nur die chiral linkshändige Komponente des Elektrons entstehen lässt, erzeugt sie mit größter Wahrscheinlichkeit die Elektronen, die entgegengesetzt zu ihrem Spin emittiert werden, hier also entgegengesetzt zur ursprünglichen Flugrichtung des Myons. Dasselbe Phänomen zeigt sich mit umgekehrtem Vorzeichen auch beim Zerfall des positiven Pions {\displaystyle \pi ^{+}\rightarrow \mu ^{+}+{\nu }_{\mu }}, gefolgt von {\displaystyle \mu ^{+}\rightarrow e^{+}+{\overline {\nu }}_{\mu }+{\nu }_{e}}. Hier fliegen die Positronen also vornehmlich in Richtung des Spins des {\displaystyle \mu ^{+}}, der seinerseits entgegen seiner ursprünglichen Flugrichtung liegt.